# Vuelo U-45 de Aeroflot
El vuelo U-45 de Aeroflot fue un vuelo de pasajeros nacional soviético de Aeroflot operado por un Ilyushin Il-18 que se estrelló durante la aproximación a Samarcanda el viernes 6 de febrero de 1970, lo que provocó la muerte de 92 de las 106 personas a bordo. Una investigación reveló que la aeronave pasó por debajo de la altitud mínima de franqueamiento de obstáculos (MOCA) durante la aproximación al Aeropuerto Internacional de Samarcanda.

## Avión
El avión involucrado era un Ilyushin Il-18B, número de serie 182004303 y registrado como CCCP-75798 a nombre de Aeroflot. La construcción del avión de pasajeros se completó el 29 de enero de 1962 y había soportado un total de 12.885 horas de vuelo y 4.968 ciclos de despegue y aterrizaje antes del accidente.

## Accidente
El vuelo U-45 era un vuelo nacional regular de Tashkent a Samarcanda. A las 14:11 hora de Moscú, el Ilyushin partió del Aeropuerto Internacional de Tashkent y ascendió a una altitud de crucero de 5.100 metros en condiciones meteorológicas por instrumentos (IMC). A las 14:33:47 el control de tráfico aéreo (ATC) contactó con el vuelo U-45 y dio permiso para descender a 2.700 metros e informó su distancia al aeropuerto de Samarcanda en 93 kilómetros. A las 14:35:45 el controlador avisó a la tripulación que utilizarían la aproximación a la pista 27, pero luego a las 14:36:22 por un cambio de dirección del viento se decidió utilizar la pista 09 y a las 14:38:26 ATC informó que la distancia al aeropuerto era de 53 kilómetros.
Al acercarse al aeropuerto, el vuelo U-45 cambió de frecuencia y se puso en contacto con el controlador de aproximación en el aeropuerto de Samarcanda y, a las 14:39:13, se le informó que la aeronave estaba a 48 kilómetros del aeropuerto y se le otorgó permiso para descender a 2.400 metros. Luego, el controlador de aproximación leyó mal su pantalla de radar e informó que el vuelo estaba a 31 km cuando en realidad estaba a 42-44 km. Esto condujo a que el avión descendiera demasiado pronto antes de cruzar una cordillera. El controlador autorizó el vuelo para aterrizar por la pista 09 ya las 14:40:09 la tripulación aceptó la autorización. Esta fue la última transmisión del vuelo U-45. A las 14:42:00 horas a una altitud de 1.500 metros ya 32 kilómetros al noreste del aeropuerto el Il-18 se estrelló contra la ladera de una montaña a una velocidad de 380 km/h mientras descendía a siete metros por segundo. Tras el impacto inicial la aeronave se partió en cinco pedazos. El copiloto y 13 pasajeros sobrevivieron con heridas y los restantes 7 miembros de la tripulación y 85 pasajeros murieron.

## Investigación
Los investigadores determinaron que la causa principal del accidente fue la mala interpretación de la pantalla del radar por parte de los controladores de aproximación, específicamente que no se dio cuenta de la configuración de escala en la que estaba configurada la pantalla. También se observó que la pantalla tenía una resolución oscura en una configuración de luz ambiental alta. También se identificaron varios factores contribuyentes. Se encontró que la organización y el nivel de capacitación del personal ATC en el Aeropuerto Internacional de Samarcanda eran deficientes. Aunque el IL-18 estaba equipado con radar, su eficacia se vio sustancialmente degradada por las condiciones meteorológicas, por lo que la tripulación tuvo que confiar en la información del ATC. A las 14:39:13 se informó a la tripulación que la aeronave se encontraba a 48 kilómetros del aeropuerto, 37 segundos después el controlador indicó que se encontraban a 31 km. Para que la aeronave recorriera 17 km en 37 segundos se necesitaría una velocidad de aproximadamente 1600 km/h, imposible para un IL-18. Desafortunadamente, la tripulación se perdió esta importante pista y continuó el descenso hacia la montaña.